# Emilio Chiovenda
Emilio Chiovenda (né le 18 mai 1871 à Rome - mort le 19 février 1941 à Bologne) est un botaniste italien.

## Biographie
Diplômé en sciences naturelles à Rome en 1898, il s'intéresse d'abord à la flore du Val d'Ossola, d'où sa famille est originaire, et constitue un herbier de plus de 20 000 spécimens, conservé au département de biologie de l'université de Bologne.
Nommé, à la fin du siècle, conservateur de l'herbier colonial de Rome, il part en 1909 pour un long voyage vers l'Érythrée et l'Éthiopie se consacrant à l'étude des plantes dans ces pays, et devenant une autorité mondiale incontestée sur la flore de l'Afrique orientale. Mussolini voulait lui décerner un titre de noblesse pour ses mérites, mais appartenant à une famille de profondes convictions anti-fascistes il refusa [réf. nécessaire].
En 1915, il quitte Rome et s'installe à Florence, où  avait été transféré l'herbier Colonial.
En 1926, il est nommé professeur de botanique à l'université de Catane, où il dirige le jardin botanique jusqu'en 1929.
En 1930, il a est nommé doyen de la Faculté des sciences de l'université de Modène et de Reggio d'Émilie, où il résidait depuis environ six ans, et termine sa carrière comme directeur de l'Institut de botanique à Bologne et préfet du jardin botanique.
Il était membre de la Société botanique italienne et de l'Accademia dei Lincei.

## Œuvres
- 1900 : Illustrazione di alcuni erbarii antichi Romani (avec Pietro Romualdo Pirotta)
- 1903 : Flora della Colonia Eritrea (avec Pietro Romualdo Pirotta)
- 1904-1935 : Flora delle Alpi Lepontine occidentali
- 1909 : Il Ruwenzori parte scientifica : Risultati delle osservazioni e studi compiuti sul materiale raccolto dalla spedizione : Zoologica, Botanica, Geologica petrografia e Mineralogia : 	Angiospermae
- 1916 : Resultati scientifici della Missione Stefanini-Paoli nella somalia Italiana : Le Collezioni Botaniche
- 1929-1932 : Flora Somala
- 1931 : Il Papiro in Italia : Un interessante problema di Biologia, Sistematica e Fitogeografia
- 1934 : 	Nuovo contributo alla Flora della Somalia Italiana
- 1935 : Raccolte botanische (Embryophyta diploidalia) fatte dai missionari della consolata nel Kenya

## Sources
1. 1 2 3 4 5 6  (it) « CHIOVENDA, Emilio in "Dizionario Biografico" », sur www.treccani.it (consulté le 19 janvier 2022)

- (it) Cet article est partiellement ou en totalité issu de l’article de Wikipédia en italien intitulé « Emilio Chiovenda » (voir la liste des auteurs).